# Corps expéditionnaire égyptien durant la deuxième guerre du Golfe
Pour les articles homonymes, voir Corps expéditionnaire.

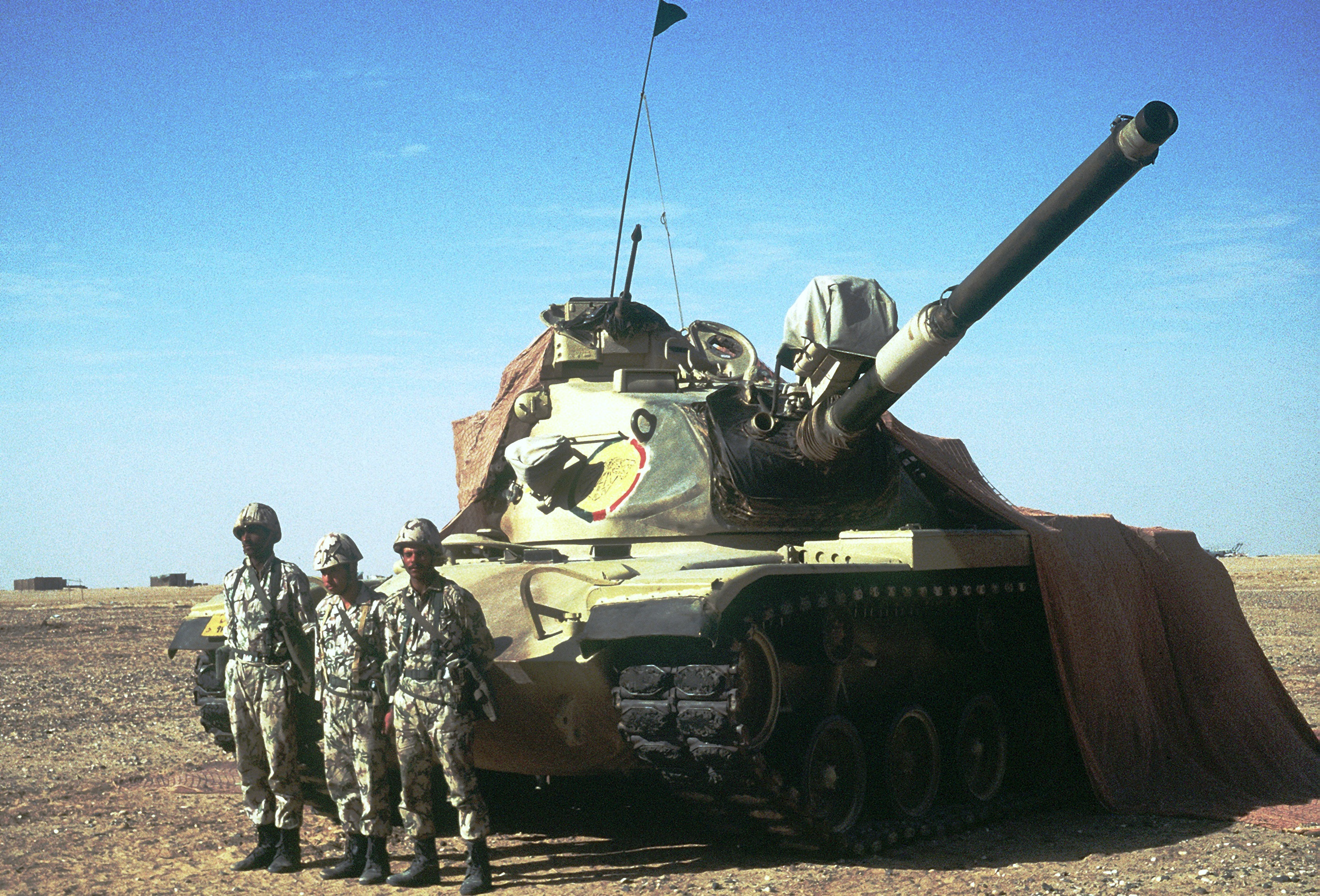
Char M60 de la 3e brigade blindé le 1er décembre 1990 avant le déclenchement de l'offensive.

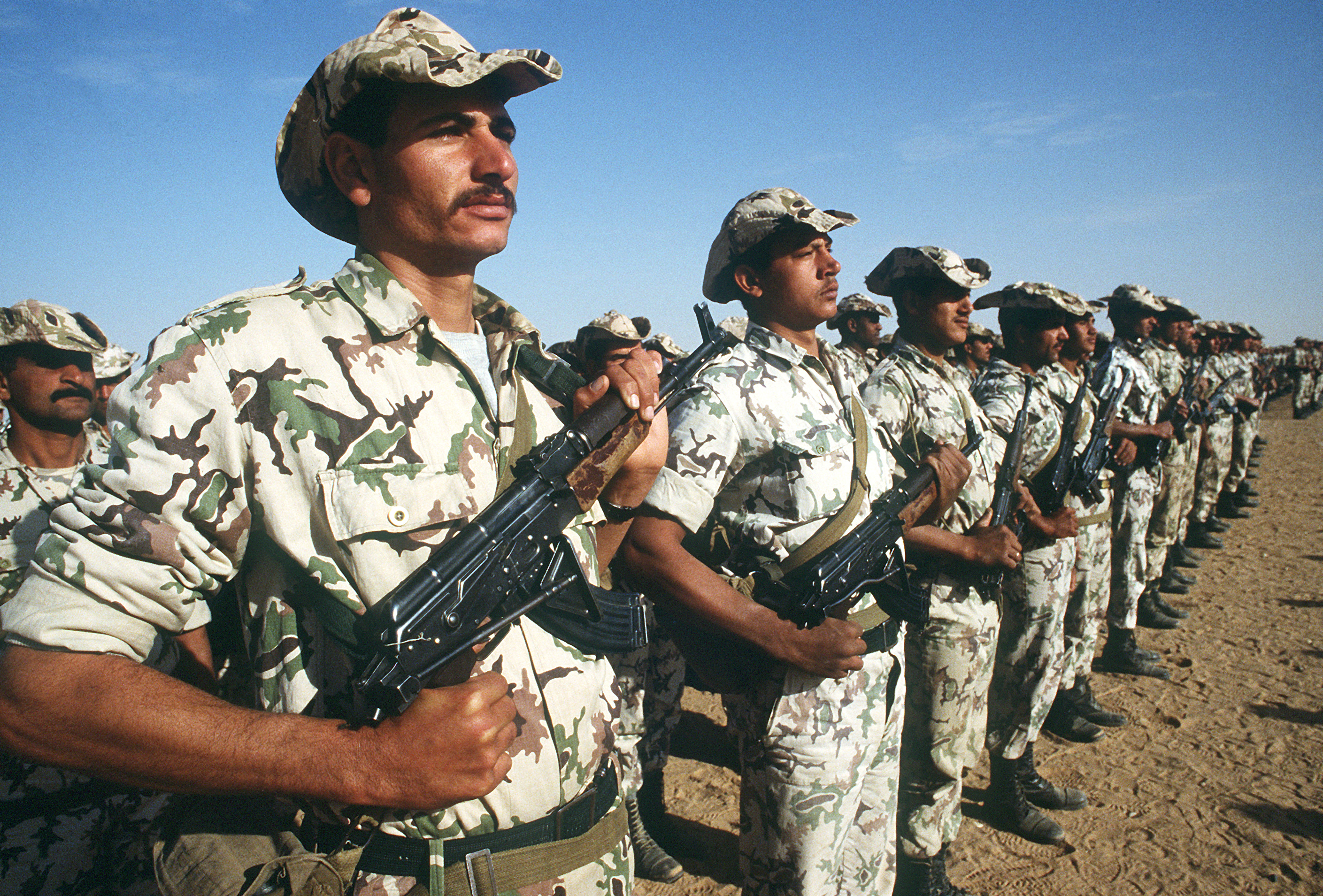
Rangers égyptiens en formation durant Bouclier du désert.

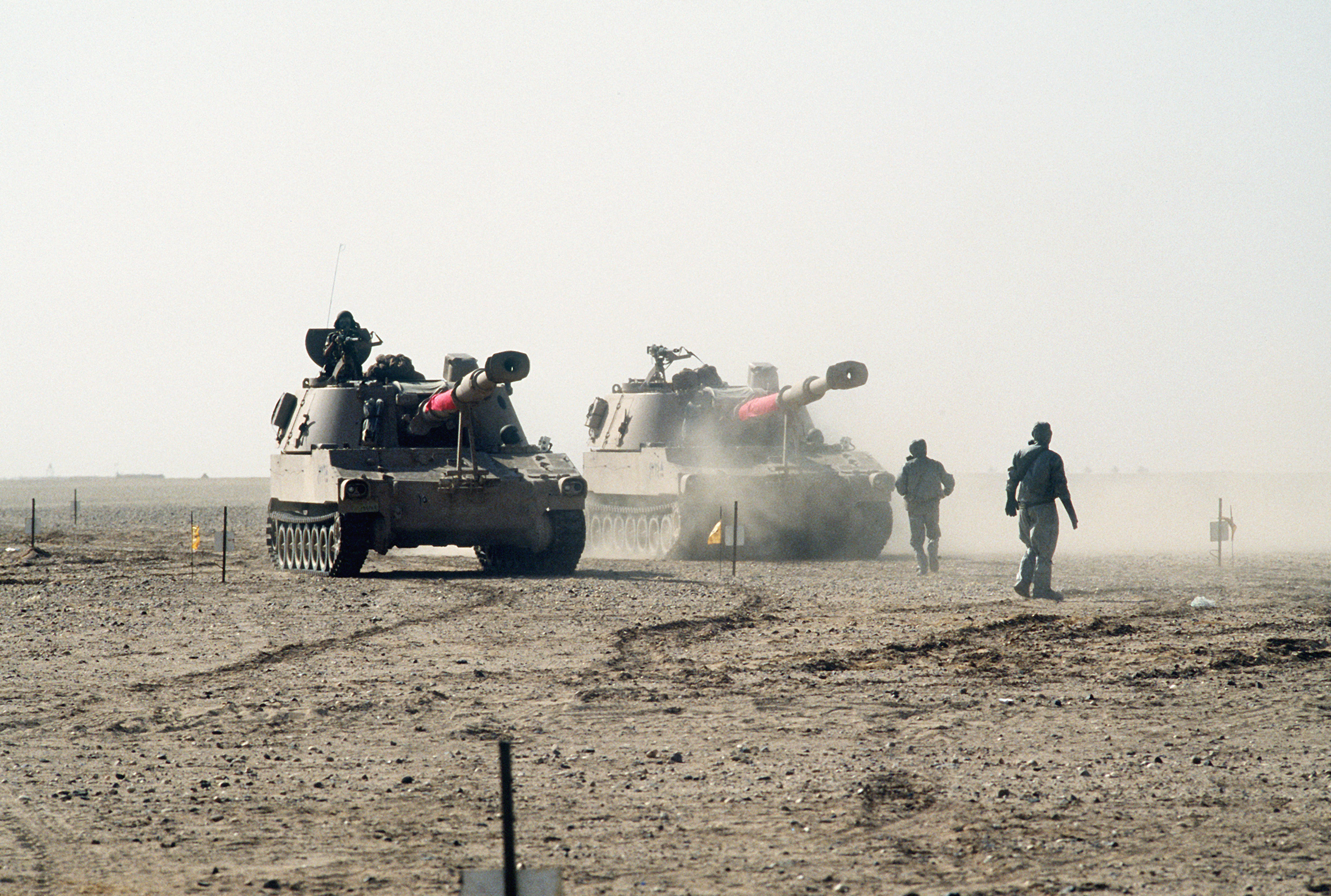
2 obusiers M-109 Égyptiens dans le cadre d'une démonstration durant Bouclier du désert.

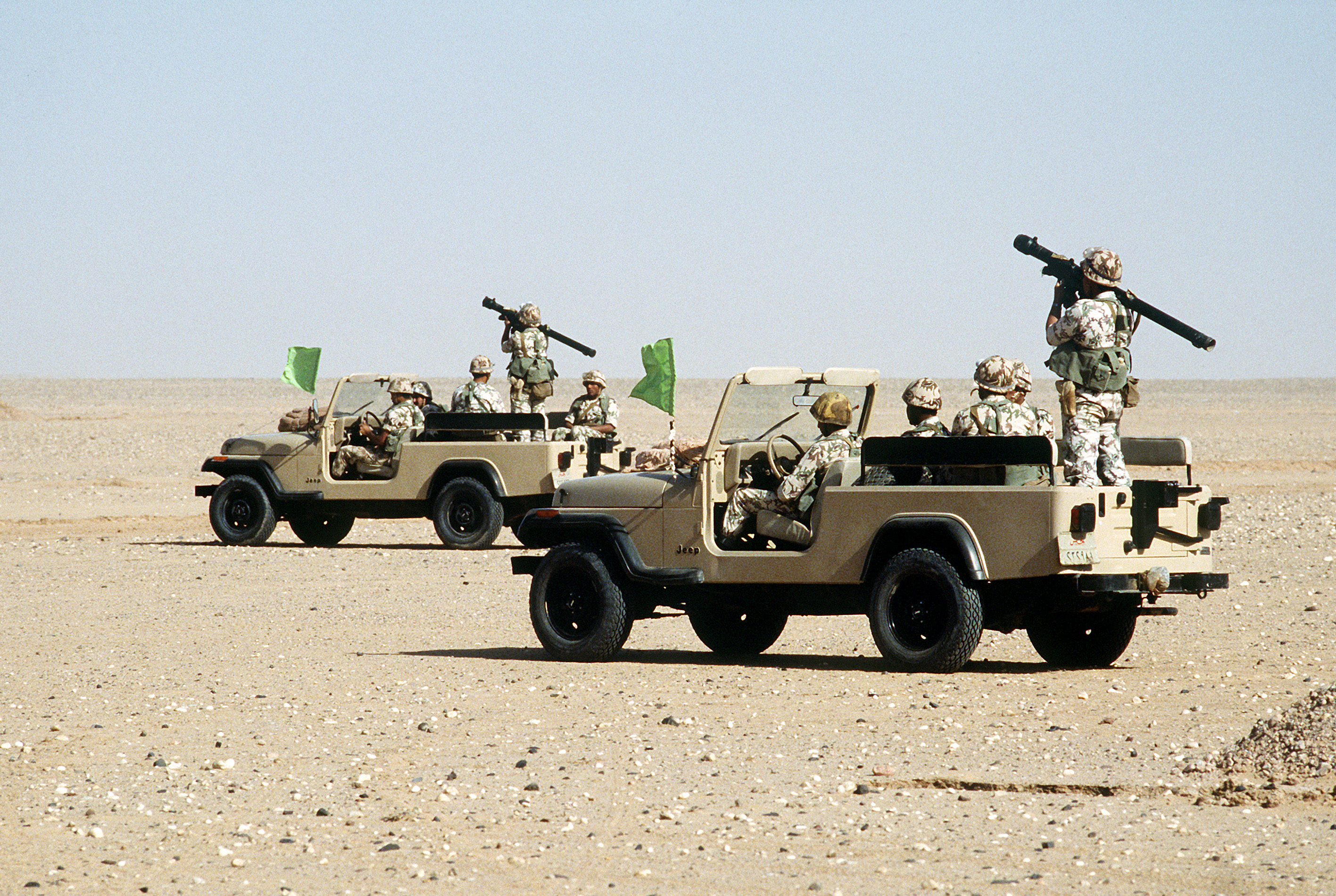
Rangers égyptiens avec des 9K32 Strela-2.

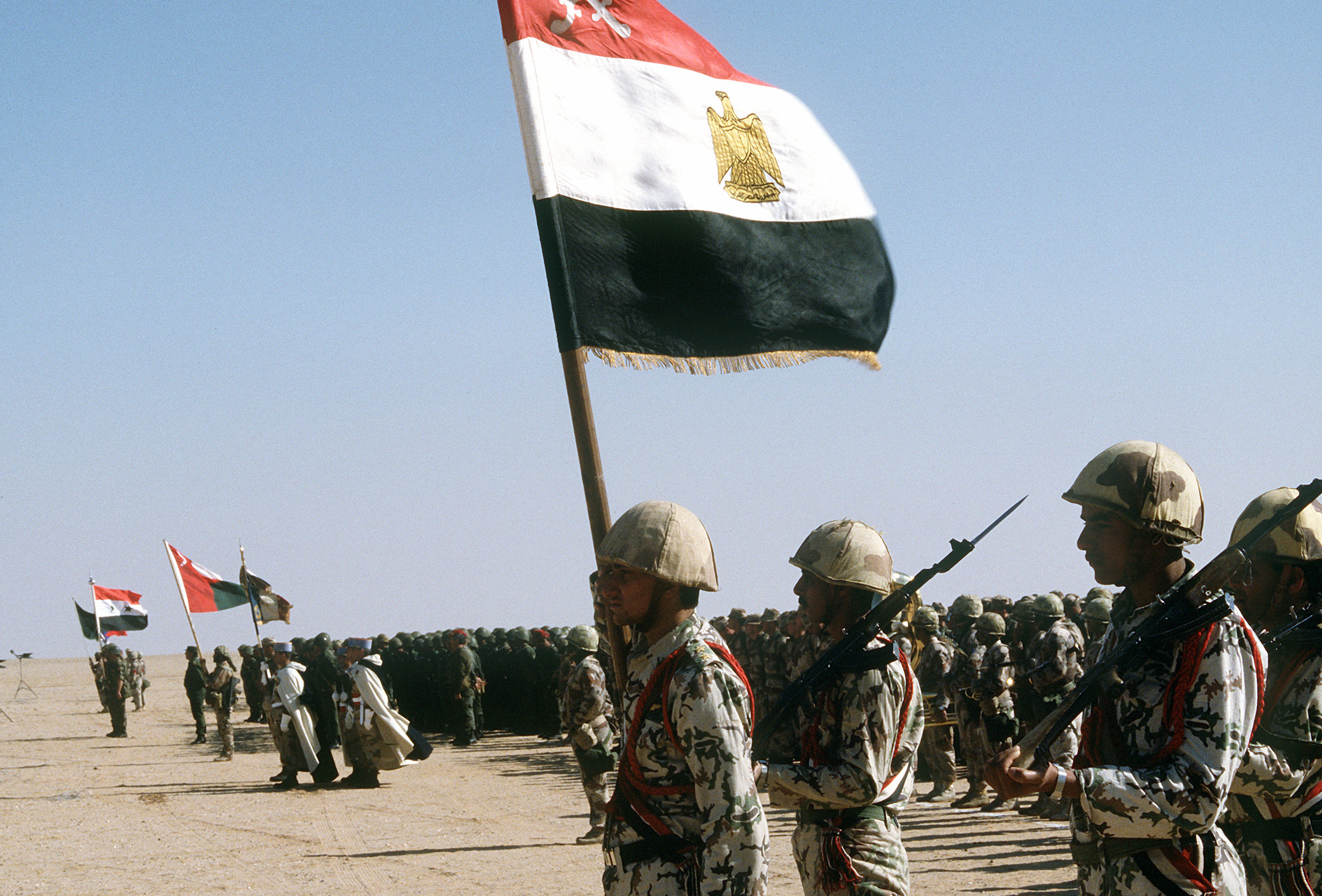
Forces égyptiennes, françaises, syriennes, omanaises et koweïtiennes lors d'une revue le 8 mars 1991 après la victoire.

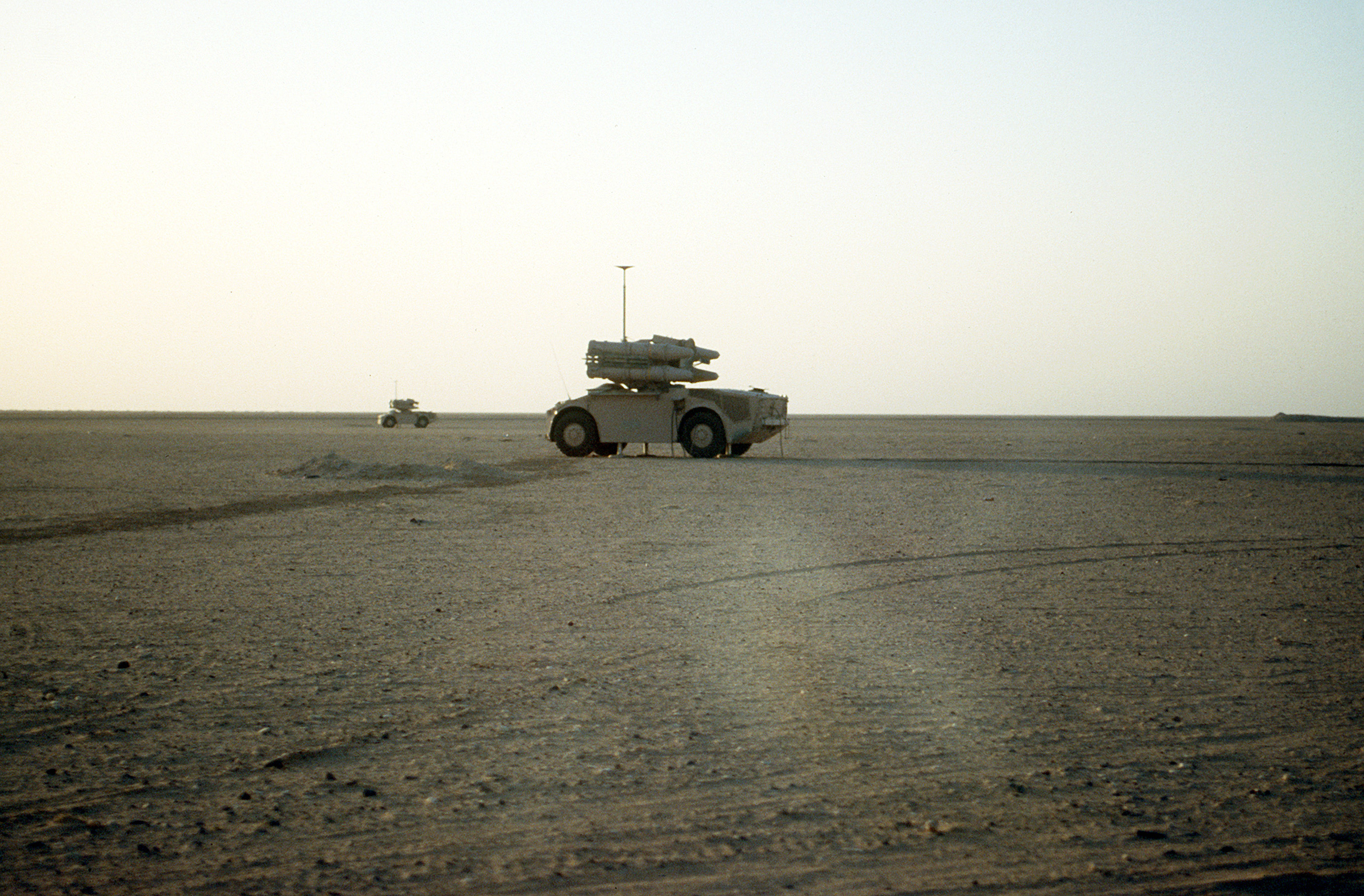
Batterie de missiles sol-air Crotale égyptien durant Bouclier du désert.

Mouvement des unités dans l'opération Desert Storm

Le corps expéditionnaire égyptien envoyé fut déployé pendant la seconde guerre du golfe à la suite du sommet de la Ligue arabe au Caire du 10 août 1990 ou l'Irak est condamné pour son invasion du Koweït et ou la ligue approuve l'envoi de troupes arabes ainsi que le déploiement des forces américaines en Arabie.
Commandé par le Major General Salah Mohammed Attia Halabi, il fut déployé à partir du septembre 1990 par les forces armées égyptiennes dans le cadre de l'opération Bouclier du désert.

## Composition
Les forces déployées était le 2e corps d'armée de la 3e Armée égyptienne comprenant la 3e division d’infanterie mécanisée commandé par le général Yehya, la 4e division blindée et la 5e brigade para-commando soit 35 000 hommes de l'armée de terre égyptienne.
Ses principaux matériels comprenaient 250 chars M60 A1, 200 chars T-62, 200 véhicules de transport de troupes M113 et 200 pièces d’artillerie; son armement léger est d'origine soviétique construit sous licence en Égypte comme les AK-47, RPG-7 et SA-7.

## Historique
Formant l’aile gauche des contingents arabes sur la frontière koweïto-saoudienne, avec à sa droite la 9e division blindée syrienne, il composait avec celle-ci le Joint Force Command-North.
En face, à trois kilomètres de leurs premières lignes se trouvaient les 6e et 10e divisions d’infanterie  de l'armée irakienne.
Pendant le conflit, des parachutistes-commandos effectuèrent de nombreuses missions pour trouver des brèches dans les champs de mines et plusieurs missions héliportées avec les forces spéciales des États-Unis.
Dès le 19 janvier, des déserteurs irakiens se rendent aux avant-postes égyptiens.
Pour conforter au sein de l’état-major irakien l’idée d’une attaque principale frontale et amphibie, le général Norman Schwarzkopf décida d’envoyer le Joint Force Command North à l’assaut de la frontière.
Le 24 février 1991, à 4 heures du matin, les unités égyptiennes composant la force pan-arabe franchissent la frontière koweïtienne  et se heurtent à un imposant champ de mines. Les Irakiens se sont retranchés dans plusieurs constructions en dur.
La 3e division d’infanterie mécanisée en 1re ligne perd une trentaine de soldats. Stoppés durant plusieurs heures par une artillerie encore agressive, les paras-commandos, au prix de plusieurs morts, s’emparent de la première ligne de défense.
Au soir de la première journée de l’offensive, les objectifs prévus ne sont pas atteints, mais la résistance irakienne a considérablement faibli. Profitant de la nuit, les soldats de Bagdad commencent d’ailleurs à se replier en désordre.
Le 25, la victoire est quasiment acquise avec la prise, non loin de Wadi Al Batin, d’une ex-caserne de l’armée koweïtienne.
Les chars égyptiens effectuent alors un mouvement tournant en direction de Koweït City. À la mi-journée, les M60 A1 de la 4e division blindée égyptienne font leur jonction avec les M60 A1 de l’USMC.
La libération du Koweït est terminée et le prix payé par les forces égyptiennes dans ce conflit fut, selon CNN de 10 tués et de plusieurs dizaines de blessés mais d'autres articles annoncent 2 morts égyptiens.

## Source
- Magazines Raids de 1991